# Deutschland (schip, 1900)
De SS Deutschland was een Duits schip van de rederij Hamburg-America Line.
De SS Deutschland werd gebouwd door de HAL als tegenhanger op de Kaiser Wilhelm der Grosse van concurrent Norddeutscher Lloyd. Het was het tweede grootste schip ter wereld (na de Oceanic II in 1900. Het veroverde snel de Blauwe wimpel en verloor die pas in 1907
Het schip had wel last van trillingen als gevolg van de krachtige motoren. Omdat de kaartenverkoop hier onder leed werd het schip voorzien van kleinere en tragere motoren en herdoopt tot Victoria Luise in 1911.
Ook de opdracht wijzigde en het schip werd ingezet als cruiseschip op de Middellandse Zee, op Scandinavië en op de route West-Indië.
Gedurende de Eerste Wereldoorlog werd het schip niet ingezet omdat het problemen had met de machines. Door deze machineproblemen moest het schip, als enige, ook niet worden afgegeven als oorlogsschuld.
In 1921 werd het schip nogmaals verbouwd en herdoopt tot Hansa. Vanaf dan deed het dienst als migratieschip naar Amerika. In 1925 was het afgeschreven en gesloopt te Hamburg.